# Loco (football)
Pour les articles homonymes, voir Loco.
Loco, de son vrai nom Manuel Antonio Cange, né le 25 décembre 1984 à Luanda, est un footballeur angolais. Il joue au poste de défenseur avec l'équipe d'Angola et le club de Clube Desportivo Primeiro de Agosto.

## Carrière

### En club
- 2002-2003 : Benfica Luanda  -  Angola 22 (12)
- 2003-2004 : Petro Luanda  -  Angola
- 2004-2005 : Benfica Luanda  -  Angola
- 2005- : Primeiro de Agosto -  Angola

### En équipe nationale
Loco participe à la coupe du monde 2006 avec l'équipe d'Angola. 